# Yoshiko Honda-Mikami
Yoshiko Honda (jap. 本田 佳子, Honda Yoshiko; * 23. Mai 1966 in Aomori als Yoshiko Mikami (三上 佳子), international auch Yoshiko Honda-Mikami, ist eine ehemalige japanische Biathletin und Skilangläuferin.
Wie in Japan üblich gehörte Yoshiko Honda als Biathletin der „Winterkampfausbildungseinheit“ (Tōsenkyō) der Bodenselbstverteidigungsstreitkräfte an. Sie ist verheiratet und lebt in Sapporo. 1990 begann sie mit dem Biathlonsport. Bei den Biathlon-Weltmeisterschaften 1991 erreichte sie im Einzel auf 15 km Platz 5. Ein Jahr später nahm sie an den Olympischen Winterspielen 1992 in Albertville teil, bei denen Biathlon erstmals auch für Frauen olympisch war. Bei deren Frauenrennen, dem Sprint, wurde Honda als einzige teilnehmende Japanerin 22. Damit erreichte sie auch ihr bestes internationales Resultat und erreichte zum einzigen Mal die Punkteränge, wenngleich zu dieser Zeit für Rennen bei Olympischen Spielen noch keine Weltcuppunkte vergeben wurden. Im Einzel kam sie auf den 35. Platz. Ein Jahr später startete sie bei den Weltmeisterschaften 1993 in Borowetz auf Rang 28 im Sprint und 42 im Einzel. Zum Karrierabschluss wurden die Olympischen Winterspiele 1994 in Lillehammer. Honda erreichte im Sprint den 44., im Einzel den 54. Platz. Im Weltcup nahm sie regelmäßig teil, ohne jedoch nennenswerte Resultate zu erreichen.
Im Skilanglauf startete Honda bei den Winter-Asienspielen 1990 in Sapporo. Dort gewann sie Silber über 10 km klassisch und Gold mit der Staffel.

## Weltcup-Platzierungen
Die Tabelle zeigt alle Platzierungen (je nach Austragungsjahr einschließlich Olympische Spiele und Weltmeisterschaften).
- 1.–3. Platz: Anzahl der Podiumsplatzierungen
- Top 10: Anzahl der Platzierungen unter den ersten zehn (einschließlich Podium)
- Punkteränge: Anzahl der Platzierungen innerhalb der Punkteränge (einschließlich Podium und Top 10)
- Starts: Anzahl gelaufener Rennen in der jeweiligen Disziplin

| Platzierung                                                                                                | Einzel | Sprint | Verfolgung | Massenstart | Team | Staffel | Gesamt |
| --- | ------ | ------ | ---------- | ----------- | ---- | ------- | ------ |
| 1. Platz                                                                                                   |        |        |            |             |      |         |        |
| 2. Platz                                                                                                   |        |        |            |             |      |         |        |
| 3. Platz                                                                                                   |        |        |            |             |      |         |        |
| Top 10 |        |        |            |             |      |         |        |
| Punkteränge                                                                                                |        | 1      |            |             |      |         | 1      |
| Starts | 6      | 6      |            |             |      |         | 12     |
| Stand: Karriereende, einschließlich Weltmeisterschaften und Olympischen Spielen, Daten wohl nicht komplett |        |        |            |             |      |         |        |